# Puddington (Cheshire)
Puddington is een civil parish in het bestuurlijke gebied Cheshire West and Chester, in het Engelse graafschap Cheshire met 381 inwoners.